# Viện Công tố Nga
Văn phòng Tổng Công tố(Viện Công tố tiếng Nga: Генеральная прокуратура Российской Федерации) còn được gọi là Viện Kiểm sát Liên bang hệ thống truy tố của Liên bang Nga.
Văn phòng Công tố Liên bang đứng đầu là Tổng Công tố (Tổng kiểm sát trưởng) và Phó Tổng Công tố (Phó Tổng kiểm sát trưởng). Phó Tổng Công tố là Ủy viên Tư pháp Nhà nước đứng đầu Ủy ban Điều tra Liên bang.
Tổng Công tố được bổ nhiệm và miễn nhiệm bởi Hội đồng Liên bang do Tổng thống đề cử với nhiệm kỳ 5 năm.

## Cách gọi
Hiện nay có 2 cách gọi cho cơ quan truy tố của Nga, Viện Công tố và Viện Kiểm sát. 2 cách gọi này đều tương đương nhau.
Tuy chức năng và quyền hạn của 2 Viện khác nhau, nhưng xét về khía cạnh của nước Nga thì 2 cách gọi đều có thể dùng được.

## Quyền hạn
Văn phòng Tổng Công tố được giao nhiệm vụ:
- Truy tố tại Tòa án thay mặt cho Nhà nước;
- Đại diện lợi ích của người dân và Nhà nước tại Tòa án do luật định;
- Giám sát việc chấp hành pháp luật của các cơ quan tiến hành thăm dò khám xét, điều tra trước khi xét xử;
- Giám sát việc chấp hành pháp luật trong việc thực hiện các quyết định tư pháp trong  các vụ án hình sự, cũng như trong việc áp dụng các biện pháp ép buộc khác liên quan đến việc hạn chế tự do cá nhân của công dân.

## Chức năng
Để bảo đảm tính tối cao của luật pháp, sự thống nhất của luật pháp và củng cố pháp chế, bảo vệ các quyền tự do và các quyền khác của công dân cũng như các lợi ích của xã hội và của Nhà nước được pháp luật bảo vệ, Viện kiểm sát Liên bang Nga thực hiện chức năng của mình bằng các công tác sau:
- Kiểm sát việc chấp hành pháp luật của các Bộ, các Tổng cục thuộc Liên bang, của các cơ quan lập pháp và hành pháp của các chủ thể thuộc Liên bang Nga, của các cơ quan tự quản địa phương, các cơ quan quản lý trong quân đội các cơ quan kiểm tra, những người có chức vụ thuộc các cơ quan đó cũng như các cơ quan quản lý và các nhà lãnh đạo các tổ chức thương mại và phi thương mại;
- Kiểm sát việc chấp hành pháp luật của các cơ quan tiến hành các hoạt động trinh sát nghiệp vụ, các cơ quan điều tra ban đầu và điều tra dự thẩm;
- Kiểm sát việc chấp hành pháp luật của các cơ quan có thẩm quyền thi hành các hình phạt và các biện pháp cưỡng chế khác do Toà án tuyên phạt, của Ban giám thị các trại tạm giữ, tạm giam;
- Điều tra các vụ án hình sự theo quy định của Bộ luật tố tụng hình sự Liên bang Nga;
- Phối hợp hoạt động với các cơ quan bảo vệ pháp luật khác (không bao gồm Tòa án) trong hoạt động đấu tranh phòng, chống tội phạm.

## Lịch sử
Áp dụng mô hình Viện Công tố Pháp, ngày 12/3/1722, Sa hoàng Pyotr I ban hành Sắc lệnh thiết lập một tổ chức kiểm sát hữu hiệu có chức năng giám sát các chính quyền địa phương ở Đế chế Nga, theo đó ở mỗi tỉnh lỵ đều có đại diện của chính quyền trung ương cử ra để giám sát sự quản lý của bộ máy hành chính địa phương. Năm 1864 mô hình trên được thay thế bởi chế định Viện Công tố với chức năng duy nhất là truy cứu trách nhiệm hình sự và duy trì quyền công tố tại phiên tòa.
Cách mạng tháng Mười Nga thắng lợi Viện Công tố được coi là sản phẩm của Sa hoàng bị xóa bỏ. Khi đó nhà nước Nga Xô Viết sử dụng hệ thống Hội đồng Công tố. Năm 1922 Hệ thống Viện Kiểm sát được Liên Xô tái lập, có chức năng kiểm sát việc tuân theo pháp luật của chính quyền hành pháp, các Xô viết địa phương, các tổ chức kinh tế, tổ chức quần chúng, hệ thống Toà án.
Sau khi Liên Xô sụp đổ Viện Kiểm sát vẫn được tái sử dụng là cơ quan truy tố của nhà nước.

## Cơ quan độc lập
Viện kiểm sát là một cơ quan đặc biệt được xây dựng theo nguyên tắc tập trung thống nhất và độc lập với hành pháp,tư pháp, lập pháp. Viện kiểm sát còn giám sát hoạt động của các Bộ, các cơ quan lập pháp và hành pháp của địa phương. Ủy ban điều tra Liên bang là cơ quan điều tra của Liên bang, được lập từ Hội đồng điều tra của Tổng Công tố.

## Tổ chức
Đứng đầu Viện Kiểm sát là Tổng kiểm sát trưởng Liên bang Nga. Dưới quyền Tổng kiểm sát trưởng Liên bang Nga có các Kiểm sát viên các chủ thể Liên bang do Tổng kiểm sát trưởng Liên bang Nga bổ nhiệm và bãi nhiệm.
Hệ thống Viện Kiểm sát bao gồm:
- Viện Kiểm sát tối cao Liên bang Nga, trong đó có Viện Kiểm sát quân sự trung ương;
- Viện kiểm sát các chủ thể liên bang, các Viện Kiểm sát tương đương là Viện Kiểm sát quân sự, các Viện Kiểm sát chuyên ngành cùng cấp, các cơ sở khoa học và đào tạo, các nhà xuất bản là pháp nhân;
- Các Viện Kiểm sát vùng, miền, tỉnh, thành phố và các Viện Kiểm sát quân sự, các Viện Kiểm sát chuyên ngành cùng cấp (cấp khu vực). Viện Kiểm sát tối cao Liên bang Nga, Viện Kiểm sát các chủ thể liên bang (các nước cộng hoà thuộc Nga), các Viện Kiểm sát tương đương, các cơ sở khoa học và đào tạo có các tổ chức kinh tế và dịch vụ đời sống.

## Cấp bậc
Cấp bậc của hệ thống Công tố Liên bang tương tự hệ thống Viện Kiểm sát của Việt Nam. Tùy vào cấp bậc, công tố viên có quyền hạn và trách nhiệm khác nhau.
Tại Viện Công tố cấp bậc được chia như sau:  
|                       | Công tố viên cấp trung | Công tố viên cấp trung | Công tố viên cấp trung | Công tố viên cấp trung | Công tố viên cấp cao       | Công tố viên cấp cao | Công tố viên cấp cao    |
| --------------------- | ---------------------- | ---------------------- | ---------------------- | ---------------------- | -------------------------- | -------------------- | ----------------------- |
| Phù hiệu trên cầu vai |                        |                        |                        |                        |                            |                      |                         |
| Hạng                  | Luật gia cấp dưới      | Luật gia cấp 3         | Luật gia cấp 2         | Luật gia cấp 1         | Cố vấn pháp luật hạng dưới | Cố vấn pháp luật     | Cố vấn trưởng pháp luật |

|                       | Công tố viên cấp Nhà nước      | Công tố viên cấp Nhà nước      | Công tố viên cấp Nhà nước      | Công tố viên cấp Nhà nước                                     |
| --------------------- | ------------------------------ | ------------------------------ | ------------------------------ | ------------------------------------------------------------- |
| Phù hiệu trên cầu vai |                                |                                |                                |                                                               |
| Hạng                  | Cố vấn pháp luật cao cấp bậc 3 | Cố vấn pháp luật cao cấp bậc 2 | Cố vấn pháp luật cao cấp bậc 1 | Cố vấn pháp luật cao cấp thường trực Ủy viên Tư pháp Nhà nước |

## Danh sách Tổng Công tố
| # | Chân dung | Tên                | Trụ sở Nhà nước | Nhiệm kỳ   | Nhiệm kỳ    | Nhiệm kỳ Tổng thống            |
| - | --------- | ------------------ | --------------- | ---------- | ----------- | ------------------------------ |
| 1 |           | Valentin Stepankov | Moskva          | 28/2/1991  | 5/10/1993   | Boris Yeltsin                  |
| 2 |           | Aleksey Kazannik   | Moskva          | 5/10/1993  | 14/3/1994   | Boris Yeltsin                  |
| 3 |           | Aleksey Ilyushenko | Moskva          | 26/3/1994  | 24/10/1995  | Boris Yeltsin                  |
| 4 |           | Yury Skuratov      | Moskva          | 24/10/1995 | 2/2/1999    | Boris Yeltsin                  |
| 5 |           | Vladimir Ustinov   | Moskva          | 17/5/2000  | 2/6/2006    | Vladimir Putin                 |
| 6 |           | Yury Chaika        | Moskva          | 23/6/2006  | Đương nhiệm | Vladimir Putin Dmitry Medvedev |